# Twernsee
Der Twernsee liegt im Norden Brandenburgs unmittelbar an der Grenze zu Mecklenburg-Vorpommern, die am nördlichen Seeufer verläuft. Der See hat eine Fläche von 63 Hektar und ist bis zu 32 Meter tief. 
Der Twernsee liegt in einer Endmoränenlandschaft mit steilen Ufern und wurde aus zahlreichen Toteiskesseln gebildet, was sich noch heute an der stark gegliederten Uferlinie zeigt, einige seiner Buchten sind in Verlandung begriffen. Der Twernsee kann als Quellsee des Rhins angesehen werden, der von hier über den Rochowsee, Giesenschlagsee, Zootzensee und Tietzowsee in den Schlabornsee fließt.
Das Gebiet des Twernsees wurde zusammen mit dem Großen Wummsee und dem Kleinen Wummsee 1967 zum Naturschutzgebiet Wumm- und Twernsee erklärt. 
Der See wurde 1745 als Twerre See erstmals schriftlich erwähnt. Das Bestimmungswort des Namens leitet sich vom brandenburgischen Wort twer mit der Bedeutung „rechtwinklig“ ab.